# Stuor Rádek
Stuor Rádek, enligt tidigare ortografi Stuor-Ratek, är en sjö i Gällivare kommun i Lappland och ingår i Kalixälvens huvudavrinningsområde. Sjön har en area på 3,59 kvadratkilometer och ligger 703 meter över havet. Sjön avvattnas av vattendraget Rádekjohka.

## Delavrinningsområde
Stuor Rádek ingår i det delavrinningsområde (752188-165933) som SMHI kallar för Utloppet av Stuor-Ratek. Medelhöjden är 754 meter över havet och ytan är 18,98 kvadratkilometer. Det finns inga avrinningsområden uppströms utan avrinningsområdet är högsta punkten. Rádekjohka som avvattnar avrinningsområdet har biflödesordning 3, vilket innebär att vattnet flödar genom totalt 3 vattendrag innan det når havet (via Kalixälven) efter 371 kilometer. Avrinningsområdet består mestadels av kalfjäll (76 procent). Avrinningsområdet har 4,04 kvadratkilometer vattenytor vilket ger det en sjöprocent på 21,3 procent.